# Djavakhos
Djavakhos (en géorgien : ჯავახოს) est une personnalité légendaire de la mythologie judéo-chrétienne de Géorgie, racontée dans le récit médiéval Chroniques géorgiennes. Descendant de Karthlos (lui-même un descendant de Japhet), il est le fils cadet du géant Mtskhetos, fondateur de la ville de Mtskheta et l'aîné des ethnarques géorgiens. Il contrôle, selon le mythe, un territoire constituant plus ou moins la Djavakhétie moderne. Tandis que les Géorgiens sont auparavant unifié, le règne de Djavakhos coïncide avec le début d'un conflit profond entre différentes principautés qui continue jusqu'au IIIe siècle av. J.-C. La génération de Djavakhos aurait été derrière la chréation de la religion polythéistique géorgienne.
Tandis que Karthlos n'est qu'une figure mythologique, son récit a été la source de débats entre historiens géorgiens et arméniens, qui ne s'accordent pas sur l'origine ethnique de la province de Djavakhétie.

## Origines du mythe
Le mythe de Djavakhos fait partie de la mythologie judéo-chrétienne de Géorgie, une série de légendes médiévales qui tente de trouver un lien entre les ancêtres des Géorgiens et les personnages bibliques de l'Ancien Testament. L'ancien texte Vie de la Karthli (ქართლის ცხოვრება), aussi connu sous le nom de Chroniques géorgiennes fait pour la première fois mention de ce personnage aux alentours du XIe siècle, ce qui mène l'historiographie moderne à attribuer le mythe de Djavakhos et de sa famille à Léonti Mroveli (l'historien Guiorgui Melikichvili remonte le mythe au VIIIe siècle).
La légende de Djavakhos est unique au mythe géorgien, tandis que celle de son ancêtre, Thargamos, est largement présente dans la mythologie juive médiévale. Les lettres du roi khazar Joseph ben Aaron (Xe siècle), le Josippon (Xe siècle), les Chroniques de Jerahmeel (XIVe siècle) et le Sefer ha-Yashar (XIe siècle) mentionnent tous ce Thargamos (sous le nom de Togarma) ainsi que ces fils, mais ne l'apparentent pas aux peuples du Caucase. L'historien géorgien Ivané Djavakhichvili théorise quant à lui que la création du mythe de Djavakhos et de sa famille n'est qu'un outil politique pour justifier l'unification des peuples du Caucase lors d'une période où les princes géorgiens tentent d'accomplir ce fait.

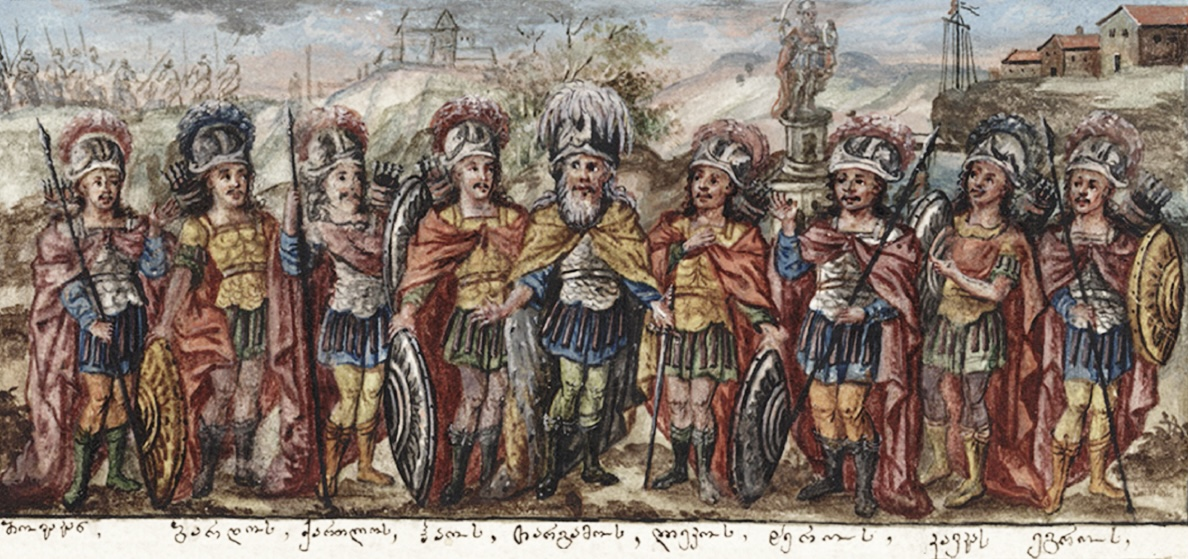
Les Targamosides, dont Karthlos.

Selon l'académicien Korneli Kekelidzé, l'association de Djavakhos à Togarma est inspirée par Hippolyte de Rome, qui fait de lui l'ancêtre des Arméniens dès le IIIe siècle. Nikoloz Berdzenichvili, quant à lui, explique la légende de Djavakhos comme une tentative par le chroniqueur géorgien de continuer le mythe de Togarma qui est commencé par Moïse de Khorène au Ve siècle et qui fait de ce personnage le maître de tout le Caucase et de toutes les terres entre la Mer Noire et la Mer Caspienne, ainsi que l'ancêtre des Arméniens.

## Vie mythique
Selon les Chroniques géorgiennes, Djavakhos est le plus jeune des trois fils de Mtskhetos, un géant qui gouverne une grande partie de la Karthli depuis la mort de Karthlos. Djavakhos serait ainsi un descendant direct de Japhet, vivant environ quatre générations après le Déluge. Tout comme ses ancêtres et ses frères, Djavakhos est un « géant fameux », qui hérite d'une partie des terres de Mtskhetos à la mort de celui-ci.
Tandis que ses frères Ouplos et Odzrkhos se divisent les terrains constituant la Karthli intérieure actuelle, Djavakhos reçoit le sud du royaume de Mtskhetos. Selon Léontius de Rouissi, ses domaines s'étendent entre le lac Paravani et la source du Koura, constituant plus ou moins la Djavakhétie moderne, avec quelques terrains du Tao. Dans ses domaines, Djavakhos fait construire les forteresses de Tsounda et de la « Ville des braves » (ქაჯთაქალაქი, parfois traduit en ville des aveugles ou ville des fous), ou l'Ardahan actuel en Turquie. Ses frontières incluent : les domaines d'Odzrkhos au nord, les domaines d'Ouplos au nord-est et les territoires arméniens au sud.
Tandis que ses ancêtres sont unis depuis le règne de Karthlos pour faire face aux Babyloniens de Nimrod, la mort de Mtskhetos et la chute du pouvoir mésopotamien dans la région mène à un chaos dans la région et à des guerres constantes entre Djavakhos et ses frères. Malgré le fait qu'Ouplos, en tant qu'aîné des descendants de Karthlos, reste officiellement le pouvoir dominant des terres géorgiennes, Djavakhos devient de plus en plus indépendant. Il prend le titre de mamasakhlissi (მამასახლისი, ou « chef de maison »), devant un ethnarque régional. Ses descendants préserveront ce titre jusqu'à l'unification de la Géorgie sous Pharnavaze Ier au IIIe siècle av. J.-C.. Les générations qui suivent continuent à se battre, mais les mamasakhlissis descendants de Djavakhos resteront soumis au mamasakhlissi de Mtskheta, un descendant d'Ouplos.
Tandis que selon Léontius de Rouissi, les ethnarques géorgiens sont juifs jusqu'à la mort de Mtskhetos, la génération de Djavakhos commence à adopter un panthéon polythéistique centré sur Karthlos et vénérant la lune, le soleil et « les sept astres ». L'historien britannique W.E.D. Allen voit dans cet épisode la naissance de la mythologie géorgienne, identifiant Karthlos au culte d'Armazi.
Vakhoucht Bagration et Marie-Félicité Brosset date la vie de Djavakhos au XVIe siècle av. J.-C.. Certains identifient la construction de la forteresse d'Abouli, une citadelle de mégalithes de l'âge du bronze, au temps de Djavakhos. La famille géorgienne noble des Djavakhichvili assume sa descendance de Djavakhos. Au début du IIIe siècle av. J.-C., quand le roi Pharnavaze Ier organise le royaume d'Ibérie en plusieurs gouvernorats, l'un des eristavis nommé par le roi gouverne une province correspondant aux domaines de Djavakhos.

## Interprétation

Carte de la Djavakhétie.

Le nom de Djavakhos a été utilisé dans l'historiographie médiévale géorgienne pour identifier la racine de « Djavakhétie », une province géorgienne au sud du pays et l'une des plus riches resources du royaume géorgien. L'étymologie de la région a toutefois été controversée, étant un sujet de débats entre historiens géorgiens et arméniens : le Djavakhk, qui est le nom arménien de la région, est considéré jusque aujourd'hui comme une province historique géorgienne. Selon le côté arménien, le nom de la province vient de « Zabakha », le nom d'une des provinces géorgiennes conquises par le roi d'Urartu Arghichti Ier au VIIIe siècle av. J.-C..
Tandis que certains identifient le nom de la province comme dérivant d'une tribu locale désormais disparûe, les étymlogues géorgiens modernes voient dans le nom de la Djavakhétie la racine Djavi(ჯავი, ou orge). Au XIIIe siècle, des historiens arméniens reconnaissent Djavakhos comme le premier mamasakhlissi de Djavakhétie,. Selon W.E.D. Allen, la description des domaines de Djavakhos dans les Chroniques géorgiennes sert de métaphore pour expliquer une large expansion des territoires géorgiens vers le sud durant la fin de l'âge du bronze.
Une pièce de monnaie datant du VIe siècle, dédiée au shahanshah sassanide Hormizd IV (579-590) et découverte en Géorgie porte les initiaux Dj.-O. Certains experts numismatiques ont tenté d'assimiler ces lettres au nom de Djavakhos, démontrant une certaine importance régionale envers la figure mythique. Toutefois, l'improbabilité de la popularité du mythe de Djavakhos avant le XIIe siècle a poussé certains à voir dans ces initiaux le mot Djvaro (ჯვარო, « Ô Croix ! »).

## Annexe